# Pervaja Gruppa A 1969
L'edizione 1969 della Pervaja Gruppa A fu la 32ª del massimo campionato sovietico di calcio; fu vinto dalla Spartak Mosca, giunto al suo nono titolo.

## Formula
Per la trentunesima edizione del campionato di calcio dell'Unione Sovietica fu ripristinata la formula abolita nel 1962. Le venti partecipanti furono suddivise in due gironi da dieci: le squadre si incontrarono in turni di andata e ritorno per un totale di 18 incontri: le prime sette dei due gironi si sarebbero qualificate per il girone per la vittoria del campionato, mentre le ultime tre dei due gironi si sarebbero qualificate per il girone per la salvezza.
Il girone per la vittoria, composto così da 14 squadre, vedeva tutte le formazioni ricominciare da zero: ogni squadra incontrava le altre in turni di andata e ritorno, per un totale di ulteriori 26 partite. Il girone per la salvezza, invece, era composto da 6 squadre, 4 delle quali retrocessero in Seconda Divisione,  e ricominciava con i punti accumulati nel turno precedente: le squadre si affrontarono in altri 26 turni, con, però, sole altre 16 partite per squadra. In tutti i gironi vennero assegnati 2 punti per la vittoria, 1 per il pareggio e zero per la sconfitta.

## Squadre partecipanti
| Squadra                  | Rosa     | Repubblica     | Città          | Stadio                        | Posizione 1968                             |
| ------------------------ | -------- | -------------- | -------------- | ----------------------------- | ------------------------------------------ |
| Ararat                   | dettagli | RSS Armena     | Erevan         | Stadio della Repubblica       | 16° in Pervaja Gruppa A                    |
| Čornomorec'              | dettagli | RSS Ucraina    | Odessa         | Stadio Centrale ChMP          | 8° in Pervaja Gruppa A                     |
| CSKA Mosca               | dettagli | RSFS Russa     | Mosca          | Stadio Centrale Lenin         | 4° in Pervaja Gruppa A                     |
| Dinamo Kiev              | dettagli | RSS Ucraina    | Kiev           | Stadio Centrale               | Campione dell'URSS                         |
| Dinamo Minsk             | dettagli | RSS Bielorussa | Minsk          | Stadio Dinamo di Minsk        | 6° in Pervaja Gruppa A                     |
| Dinamo Mosca             | dettagli | RSFS Russa     | Mosca          | Stadio Dinamo (Mosca)         | 5° in Pervaja Gruppa A                     |
| Dinamo Tbilisi           | dettagli | RSS Georgiana  | Tbilisi        | Stadio Lokomotiv di Tbilisi   | 7° in Pervaja Gruppa A                     |
| Qairat                   | dettagli | RSS Kazaka     | Alma-Ata       | Stadio Centrale di Alma-Ata   | 15° in Pervaja Gruppa A                    |
| Kryl'ja Sovetov Kujbyšev | dettagli | RSFS Russa     | Kujbyšev       | Stadio Dinamo di Samara       | 18° in Pervaja Gruppa A                    |
| Lokomotiv Mosca          | dettagli | RSFS Russa     | Mosca          | Stadio Lokomotiv di Mosca     | 10° in Pervaja Gruppa A                    |
| Neftçi Baku              | dettagli | RSS Azera      | Baku           | Stadio Lenin di Baku          | 9° in Pervaja Gruppa A                     |
| Paxtakor                 | dettagli | RSS Uzbeka     | Tashkent       | Stadio Centrale di Pakhtakor  | 17° in Pervaja Gruppa A                    |
| Šachtar                  | dettagli | RSS Ucraina    | Donec'k        | Stadio Šachtar                | 14° in Pervaja Gruppa A                    |
| SKA Rostov               | dettagli | RSFS Russa     | Rostov sul Don | Stadio Rostselmash            | 12° in Pervaja Gruppa A                    |
| Spartak Mosca            | dettagli | RSFS Russa     | Mosca          | Stadio Centrale Lenin         | 2° in Pervaja Gruppa A                     |
| T'orp'edo Kutaisi        | dettagli | RSS Georgiana  | Kutaisi        | Stadio Centrale               | 19° in Pervaja Gruppa A                    |
| Torpedo Mosca            | dettagli | RSFS Russa     | Mosca          | Stadio Centrale Lenin         | 3° in Pervaja Gruppa A                     |
| Uralmaš                  | dettagli | RSFS Russa     | Sverdlovsk     | Stadio Centrale di Sverdlovsk | Vincitore della Vtoraja Gruppa A, promosso |
| Zenit San Pietroburgo    | dettagli | RSFS Russa     | Leningrado     | Stadio Lenin                  | 11° in Pervaja Gruppa A                    |
| Zorja                    | dettagli | RSS Ucraina    | Luhans'k       | Stadio Avangard               | 13° in Pervaja Gruppa A                    |

### Allenatori
| Squadra                  | Allenatore                                      |
| ------------------------ | ----------------------------------------------- |
| Ararat                   | Aleksandr Ponomaryov                            |
| Čornomorec'              | Sergeij Shaposhnikov                            |
| CSKA Mosca               | Vsevolod Bobrov                                 |
| Dinamo Kiev              | Viktor Maslov                                   |
| Dinamo Minsk             | Aleksandr Sevidov Vitalij Kosenijuk (da giugno) |
| Dinamo Mosca             | Konstantin Beskov                               |
| Dinamo Tbilisi           | Givi Chokheli                                   |
| Qairat                   | Ir Chen                                         |
| Kryl'ja Sovetov Kujbyšev | Viktor Karpov Nikolaj Glebov (da giugno)        |
| Lokomotiv Mosca          | Viktor Marenko                                  |
| Neftçi Baku              | Ahmed Aleskerov                                 |
| Paxtakor                 | Michail Yakushin                                |
| Šachtar                  | Oleg Oshenkov Yurij Voynov (da ottobre)         |
| SKA Rostov               | Gennadiy Matveev                                |
| Spartak Mosca            | Nikita Simonyan                                 |
| T'orp'edo Kutaisi        | Vsevolod Blinkov                                |
| Torpedo Mosca            | Valentin Ivanov                                 |
| Uralmaš                  | Georgij Zharkov                                 |
| Zenit San Pietroburgo    | Artem Falyan                                    |
| Zorja                    | Viktor Gureev                                   |

## Prima fase

### Gruppo 1
| Pos. | Squadra                  | Pt | G  | V  | N | P  | GF | GS | DR  |
| ---- | ------------------------ | -- | -- | -- | - | -- | -- | -- | --- |
| 1.   | Dinamo Kiev              | 28 | 18 | 10 | 8 | 0  | 25 | 6  | +19 |
| 2.   | CSKA Mosca               | 24 | 18 | 9  | 6 | 3  | 18 | 8  | +10 |
| 3    | Dinamo Mosca             | 18 | 18 | 7  | 4 | 7  | 17 | 18 | -1  |
| 4.   | SKA Rostov               | 18 | 18 | 7  | 4 | 7  | 20 | 24 | -4  |
| 5.   | Zorja                    | 17 | 18 | 6  | 5 | 7  | 19 | 16 | +3  |
| 6.   | Neftçi Baku              | 17 | 18 | 5  | 7 | 6  | 16 | 18 | -2  |
| 7.   | Čornomorec'              | 17 | 18 | 5  | 7 | 6  | 14 | 17 | -3  |
| 8.   | Ararat                   | 17 | 18 | 6  | 5 | 7  | 18 | 23 | -5  |
| 9.   | Uralmaš                  | 14 | 18 | 4  | 6 | 8  | 9  | 18 | -9  |
| 10.  | Kryl'ja Sovetov Kujbyšev | 10 | 18 | 3  | 4 | 11 | 16 | 24 | -8  |

#### Verdetti
- Dinamo Kiev, CSKA Mosca, Dinamo Mosca, SKA Rostov, Zorja Luhans'k, Neftchi Baku e Čornomorec' qualificate al Gruppo 1 della fase finale.
- Ararat Erevan, Uralmash Sverdlovsk e Kryl'ja Sovetov Kujbyšev qualificate al Gruppo 2 della fase finale.

#### Risultati
|                          | DKI | CSK | DMO | SKA | ZOR | NEB | COR | ARA | URA | KSK |
| Dinamo Kiev              |     | 1-0 | 0-0 | 2-0 | 2-0 | 2-2 | 1-0 | 1-1 | 5-0 | 1-0 |
| CSKA Mosca               | 0-0 |     | 1-1 | 3-0 | 1-1 | 2-0 | 2-0 | 1-0 | 1-0 | 1-0 |
| Dinamo Mosca             | 0-2 | 0-0 |     | 1-3 | 2-0 | 2-2 | 3-1 | 1-0 | 1-0 | 1-0 |
| SKA Rostov               | 0-1 | 0-1 | 1-0 |     | 1-1 | 2-1 | 1-0 | 3-1 | 3-1 | 2-1 |
| Zorja                    | 0-1 | 1-0 | 0-1 | 4-2 |     | 3-0 | 1-1 | 2-0 | 0-1 | 2-0 |
| Neftçi Baku              | 0-0 | 0-1 | 2-1 | 0-0 | 1-1 |     | 2-0 | 2-0 | 1-0 | 1-0 |
| Čornomorec'              | 1-1 | 0-1 | 1-0 | 1-1 | 1-0 | 0-0 |     | 2-0 | 1-0 | 2-2 |
| Ararat                   | 1-4 | 2-2 | 3-2 | 2-0 | 1-0 | 1-0 | 0-0 |     | 0-0 | 3-1 |
| Uralmaš                  | 0-0 | 0-0 | 0-1 | 1-1 | 0-0 | 3-2 | 0-1 | 1-1 |     | 1-0 |
| Kryl'ja Sovetov Kujbyšev | 1-1 | 2-1 | 2-0 | 3-0 | 1-3 | 0-0 | 2-2 | 1-2 | 0-1 |     |
| ------------------------ | --- | --- | --- | --- | --- | --- | --- | --- | --- | --- |

### Gruppo 2
| Pos. | Squadra               | Pt | G  | V  | N | P  | GF | GS | DR  |
| ---- | --------------------- | -- | -- | -- | - | -- | -- | -- | --- |
| 1.   | Spartak Mosca         | 31 | 18 | 14 | 3 | 1  | 29 | 9  | +20 |
| 2.   | Dinamo Tbilisi        | 25 | 18 | 8  | 9 | 1  | 22 | 7  | +15 |
| 3.   | Šachtar               | 18 | 18 | 5  | 8 | 5  | 20 | 17 | +3  |
| 4.   | Torpedo Mosca         | 18 | 18 | 5  | 8 | 5  | 15 | 14 | +1  |
| 5.   | Dinamo Minsk          | 16 | 18 | 5  | 6 | 7  | 16 | 19 | -3  |
| 6.   | Zenit San Pietroburgo | 16 | 18 | 5  | 6 | 7  | 14 | 18 | -4  |
| 7.   | T'orp'edo Kutaisi     | 16 | 18 | 7  | 2 | 9  | 17 | 27 | -10 |
| 8.   | Qairat                | 15 | 18 | 4  | 7 | 7  | 15 | 18 | -3  |
| 9.   | Paxtakor              | 15 | 18 | 6  | 3 | 9  | 16 | 23 | -7  |
| 10.  | Lokomotiv Mosca       | 10 | 18 | 2  | 6 | 10 | 13 | 25 | -8  |

#### Verdetti
- Spartak Mosca, Dinamo Tbilisi, Šachtar, Torpedo Mosca, Dinamo Minsk, Zenit e Torpedo Kutaisi qualificate al Gruppo 1 della fase finale.
- Kairat Almaty, Paxtakor e Lokomotiv Mosca qualificate al Gruppo 2 della fase finale.

#### Risultati
|                  | SPM | DTB | SAD | TOM | DMI | ZEL | TOK | QAY | PAX | LMO |
| Spartak Mosca    |     | 3-0 | 2-0 | 0-0 | 3-0 | 2-1 | 2-1 | 4-1 | 1-0 | 1-0 |
| Dinamo Tbilisi   | 2-0 |     | 3-0 | 0-0 | 2-1 | 4-0 | 3-1 | 0-0 | 3-0 | 3-1 |
| Šachtër Donec'k  | 1-1 | 0-0 |     | 2-1 | 1-1 | 1-1 | 6-0 | 1-0 | 3-0 | 1-1 |
| Torpedo Mosca    | 0-1 | 0-0 | 0-0 |     | 0-0 | 2-0 | 1-0 | 0-2 | 2-1 | 0-0 |
| Dinamo Minsk     | 0-1 | 0-0 | 1-0 | 1-1 |     | 2-0 | 1-2 | 3-0 | 2-2 | 1-0 |
| Zenit Leningrado | 0-1 | 0-0 | 0-0 | 1-1 | 2-1 |     | 2-0 | 1-1 | 2-0 | 1-1 |
| Torpedo Kutaisi  | 0-2 | 0-0 | 3-2 | 1-2 | 1-0 | 1-0 |     | 2-0 | 3-2 | 1-1 |
| Qaýrat           | 1-1 | 1-1 | 0-0 | 3-1 | 0-0 | 0-1 | 2-0 |     | 0-1 | 3-0 |
| Paxtakor         | 1-2 | 0-0 | 1-2 | 2-1 | 0-1 | 1-0 | 1-0 | 1-0 |     | 0-0 |
| Lokomotiv Mosca  | 1-2 | 0-1 | 2-0 | 0-3 | 4-1 | 0-2 | 0-1 | 1-1 | 1-3 |     |
| ---------------- | --- | --- | --- | --- | --- | --- | --- | --- | --- | --- |

## Seconda Fase

### Gruppo 1
|                             | Pos. | Squadra               | Pt | G  | V  | N  | P  | GF | GS | DR  |
| --------------------------- | ---- | --------------------- | -- | -- | -- | -- | -- | -- | -- | --- |
| Unione Sovietica (bandiera) | 1.   | Spartak Mosca         | 43 | 26 | 19 | 5  | 2  | 40 | 11 | +29 |
|                             | 2.   | Dinamo Kiev           | 39 | 26 | 16 | 7  | 3  | 37 | 13 | +24 |
|                             | 3.   | Dinamo Tbilisi        | 35 | 26 | 12 | 11 | 3  | 34 | 17 | +17 |
|                             | 4.   | Dinamo Mosca          | 31 | 26 | 12 | 7  | 7  | 44 | 28 | +16 |
|                             | 5.   | Torpedo Mosca         | 31 | 26 | 11 | 9  | 6  | 29 | 19 | +10 |
|                             | 6.   | CSKA Mosca            | 29 | 26 | 10 | 9  | 7  | 19 | 14 | +5  |
|                             | 7.   | Neftçi Baku           | 23 | 26 | 6  | 11 | 9  | 26 | 27 | -1  |
|                             | 8.   | Čornomorec'           | 21 | 26 | 7  | 7  | 12 | 17 | 26 | -9  |
|                             | 9.   | Zenit San Pietroburgo | 21 | 26 | 6  | 9  | 11 | 21 | 34 | -13 |
|                             | 10.  | Šachtar               | 20 | 26 | 6  | 8  | 12 | 20 | 28 | -8  |
|                             | 11.  | Zorja                 | 19 | 26 | 5  | 9  | 12 | 21 | 30 | -9  |
|                             | 12.  | SKA Rostov            | 19 | 26 | 6  | 7  | 13 | 23 | 37 | -14 |
|                             | 13.  | Dinamo Minsk          | 19 | 26 | 5  | 9  | 12 | 14 | 31 | -17 |
|                             | 14.  | T'orp'edo Kutaisi     | 14 | 26 | 4  | 6  | 16 | 20 | 50 | -30 |

#### Risultati
|                  | SPM | DKI | DTB | DMO | TOM | CSK | NEB | COR | ZEL | SAD | ZOR | SKA | DMI | TOK |
| Spartak Mosca    |     | 2-1 |     | 2-3 |     | 1-1 | 2-0 | 2-1 |     |     | 1-0 | 4-0 |     |     |
| Dinamo Kiev      | 0-1 |     | 2-2 |     | 2-1 |     |     |     | 4-0 | 1-0 |     |     | 3-0 | 3-0 |
| Dinamo Tbilisi   |     | 2-0 |     | 3-1 |     | 0-0 | 1-1 | 2-0 |     |     | 2-0 | 2-1 |     |     |
| Dinamo Mosca     | 0-2 |     | 4-1 |     | 4-2 |     |     |     | 4-1 | 3-1 |     |     | 0-0 | 4-0 |
| Torpedo Mosca    |     | 0-1 |     | 1-1 |     | 3-0 | 1-0 | 4-1 |     |     | 2-0 | 2-1 |     |     |
| CSKA Mosca       | 0-1 |     | 1-0 |     | 0-1 |     |     |     | 0-1 | 2-0 |     |     | 0-0 | 1-0 |
| Neftçi Baku      | 0-0 |     | 1-1 |     | 1-2 |     |     |     | 0-2 | 0-0 |     |     | 6-0 | 3-2 |
| Čornomorec'      | 0-0 |     | 1-1 |     | 0-1 |     |     |     | 2-0 | 2-0 |     |     | 0-1 | 1-0 |
| Zenit Leningrado |     | 1-1 |     | 1-2 |     | 1-2 | 1-0 | 0-0 |     |     | 1-1 | 2-0 |     |     |
| Šachtër Donec'k  |     | 0-2 |     | 1-2 |     | 2-0 | 0-1 | 1-0 |     |     | 1-0 | 0-0 |     |     |
| Zorja            | 0-2 |     | 0-2 |     | 1-0 |     |     |     | 2-2 | 2-0 |     |     | 0-0 | 2-2 |
| SKA Rostov       | 0-2 |     | 0-1 |     | 1-1 |     |     |     | 1-1 | 0-1 |     |     | 2-0 | 2-1 |
| Dinamo Minsk     |     | 1-2 |     | 0-0 |     | 0-0 | 0-2 | 1-2 |     |     | 1-0 | 2-1 |     |     |
| Torpedo Kutaisi  |     | 0-2 |     | 0-5 |     | 0-0 | 1-1 | 0-1 |     |     | 1-1 | 3-3 |     |     |
| ---------------- | --- | --- | --- | --- | --- | --- | --- | --- | --- | --- | --- | --- | --- | --- |

### Gruppo 2
|  | Pos. | Squadra                | Pt | G  | V  | N  | P  | GF | GS | DR  |
|  | ---- | ---------------------- | -- | -- | -- | -- | -- | -- | -- | --- |
|  | 15.  | Ararat                 | 37 | 34 | 13 | 11 | 10 | 48 | 40 | +8  |
|  | 16.  | Paxtakor               | 35 | 34 | 13 | 9  | 12 | 35 | 37 | -2  |
|  | 17.  | Qairat                 | 34 | 34 | 12 | 10 | 12 | 29 | 31 | -2  |
|  | 18.  | Lokomotiv Mosca        | 25 | 34 | 8  | 9  | 17 | 33 | 47 | -14 |
|  | 19.  | Kryl'ja Sovetov Samara | 24 | 34 | 8  | 8  | 18 | 34 | 48 | -14 |
|  | 20.  | Uralmaš                | 22 | 34 | 7  | 8  | 19 | 19 | 39 | -20 |

#### Risultati
|                          | ARA | PAX | QAY | LOM | KSK | URA |
| Ararat                   |     |     |     |     | 5-1 | 3-0 |
| Paxtakor                 |     |     | 0-1 | 3-1 |     |     |
| Qaýrat                   |     | 0-1 |     | 0-0 |     |     |
| Lokomotiv Mosca          |     | 1-0 | 1-1 |     |     |     |
| Kryl'ja Sovetov Kujbyšev | 1-1 |     |     |     |     | 2-2 |
| Uralmaš                  | 2-0 |     |     |     | 0-1 |     |
| ------------------------ | --- | --- | --- | --- | --- | --- |

### Verdetti
- Spartak Mosca campione dell'Unione Sovietica 1969. Qualificato in Coppa dei Campioni 1970-1971
- Kairat Almaty, Lokomotiv Mosca, Krylja Sovetov e Uralmash Sverdlovsk retrocesse in Pervaja Gruppa A 1970.

### Squadra campione
- Anzor Kavazashvili (31)
- Gennadij Logofet (32)
- Nikolai Abramov (19)
- Vadim Ivanov (32)
- Evgenij Lovchev (32)
- Viktor Papaev (30)
- Vladimir Yankin (17)
- Nikolai Kiselyov (27)
- Nikolai Osyanin (30)
- Vasili Kalinov (23)
- Galimzyan Khusainov (31)
- Allenatore: Nikita Simonyan

Riserve
- Sergej Rožkov (22), Dzhemal Silagadze (20), Viktor Evlentev (16), Georgiy Knyazev (10), Vyacheslav Ambartsumyan (5), Igor Grigorev (5), Sergej Ol'šanskij (5), Vladimir Pribylov (5), Valeri Rud (3), Vladimir Petrov (3), Vladimir Listsyn (2), Aleksandr Grebnev (1), Evgeniy Mihaylin (1)[6]

## Statistiche

### Classifica cannonieri
| Gol |  |  | Giocatore            | Squadra                  |
| --- |  |  | -------------------- | ------------------------ |
| 16  |  |  | Jemal Kherkhadze     | T'orp'edo Kutaisi        |
| 16  |  |  | Nikolaj Osjanin      | Spartak Mosca            |
| 16  |  |  | Vladimir Proskurin   | SKA Rostov               |
| 14  |  |  | Hovhannes Zanazanyan | Ararat                   |
| 13  |  |  | Boris Kazakov        | Kryl'ja Sovetov Kujbyšev |
| 12  |  |  | Galimzjan Chusainov  | Spartak Mosca            |
| 11  |  |  | Ruslan Abdullaev     | Neftçi Baku              |
| 10  |  |  | Givi Nodia           | Dinamo Tbilisi           |
| 9   |  |  | Jurij Avruckij       | Dinamo Mosca             |
| 9   |  |  | Nikolay Ġazaryan     | Ararat                   |
| 9   |  |  | Anatolij Šakun       | Zorja                    |
| 9   |  |  | Jurij Sëmin          | Dinamo Mosca             |